# Emma Kennedy

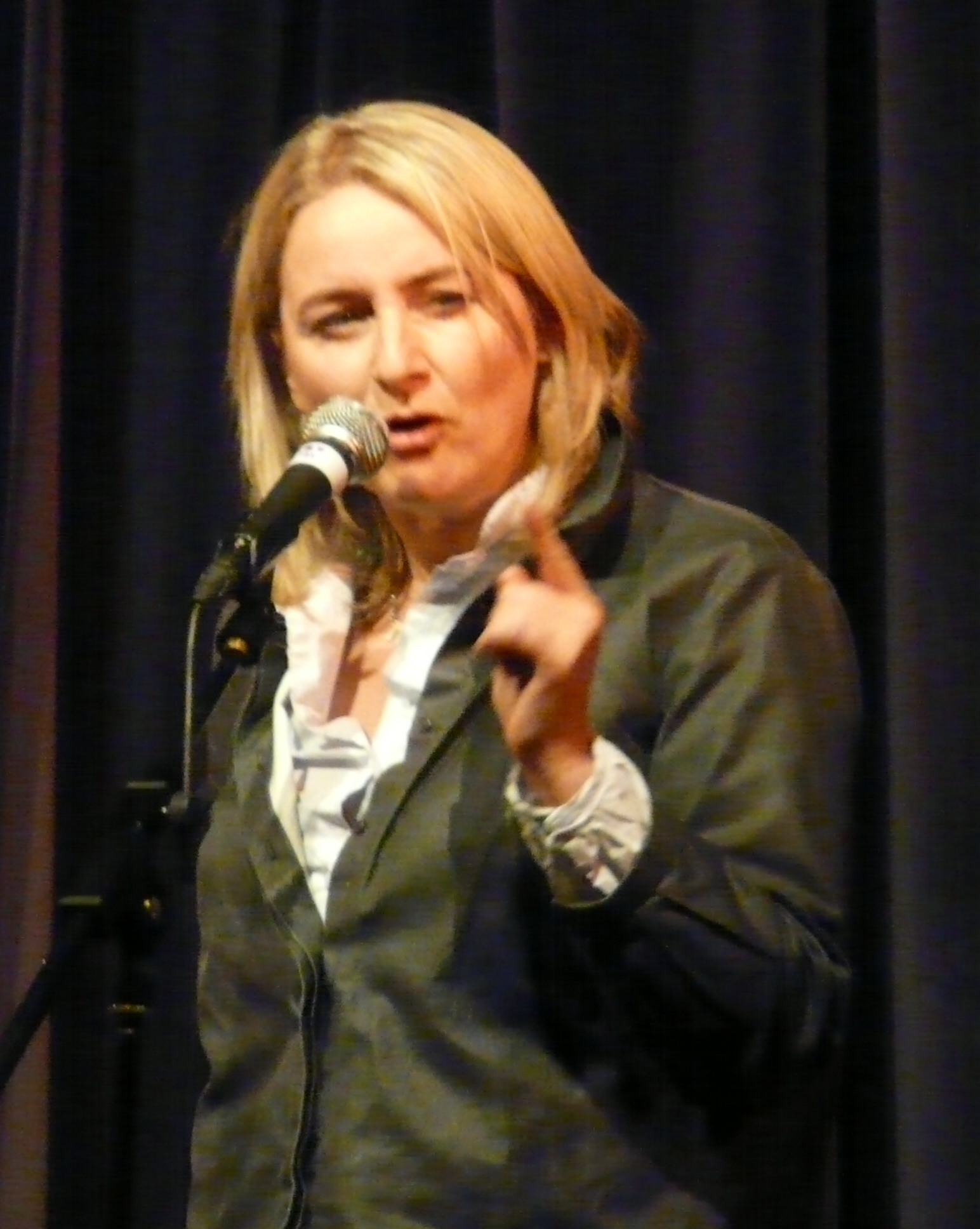
Emma Kennedy

Emma Kennedy (* 28. Mai 1967 in Corby, Northamptonshire) ist eine britische Autorin, Schauspielerin und Fernsehmoderatorin.

## Leben
Kennedy besuchte die Hitchin Girls' School und die St Edmund Hall in Oxford.
Sie trat in verschiedenen britischen Fernsehcomedysendungen auf wie  Goodness Gracious Me, This Morning With Richard Not Judy (gemeinschaftlich mit Lee und Herring), Jonathan Creek alongside Alan Davies und Caroline Quentin, People Like Us (gemeinschaftlich mit Chris Langham) und in der BBC-Comedysendung The Smoking Room sowie weiteren britischen Fernseh- und Radiosendungen wie Tagebuch eines Skandals und Suburban Shootout – Die Waffen der Frauen.
Als Autorin verfasste sie mehrere Werke. Seit 2015 ist Kennedy mit Georgie Gibbon verheiratet.

## Werke (Auswahl)
- 2011: Wilma Tenderfoot and the Case of the Rascal's Revenge. Macmillan Children’s Books. ISBN 978-0-330-53523-6.
- 2011: I Left My Tent in San Francisco. Ebury Press. ISBN 978-0-09-193595-5.
- 2010: Wilma Tenderfoot and the Case of the Fatal Phantom. Macmillan Children’s Books. ISBN 978-0-330-46953-1.
- 2010: Wilma Tenderfoot and the Case of the Putrid Poison. Illustrated by Marc Sylvain. Macmillan Children’s Books. ISBN 978-0-330-46952-4.
- 2009: Wilma Tenderfoot and the Case of the Frozen Hearts. Macmillan Children’s Books. ISBN 978-0-330-46951-7.
- 2009: The Tent, The Bucket and Me. Ebury Press. ISBN 978-0-09-192678-6.
- 2007: How to Bring Up Your Parents. The Friday Project. ISBN 978-1-905548-57-6.